# Bátfa
Bátfa (ukránul: Батфа [Batfa], régebben Деревці [Derevci], oroszul: Деревци [Gyerevci]) falu Ukrajnában, Kárpátalján, az Ungvári járásban.

## Fekvése
Ungvártól 10 km-re délnyugatra fekszik, Gálocstól 2 km-re északra van.

## Története
Bátfa neve már 1273-ban szerepelt egy oklevélben: Felicián fia Felicián egy bátfai földrészért cserébe visszakapta (Bátfai) Imre fia János ispántól Ninaj (Minaj) földjét. Bátfa nevét 1332-ben „Batwa” néven a pápai tizedjegyzék említette, ekkor már temploma is volt. Az Árpád-kori oklevelekben „Patwa” néven említették. Első birtokosai a Bátfaiak voltak, később a Drágffyaknak, a homonnai Drugetheknek, és a Pálócziaknak is volt itt birtoka.
A 18. század végén Vályi András így ír róla: „BÁTFA. Magyar falu Ungvár Vármegyében, birtokosai több Uraságok, lakosai reformátusok, határjának jó termékenységéhez képest, első Osztálybéli.”
Fényes Elek 1851-ben kiadott geográfiai szótárában így ír a faluról: „Bátfa, magyar falu, Ungh vgyében, ut. p. Unghvárhoz nyugotra 1 1/4 mfdnyire: 49 r., 62 g. kath., 175 ref., 54 zsidó lak., ref. templommal, s termékeny határral. F. u. többen.”
A trianoni békéig Ung vármegye Nagykaposi járásához tartozott. Ekkor Csehszlovákiához csatolták. 1938–44 között visszakerült Magyarországhoz.
1945-ben Szovjetunióhoz csatolták a települést. 1991 óta Ukrajna része. 2020-ig Gálocshoz tartozott.

## Népessége
- 1910-ben 210, túlnyomórészt magyar lakosa volt.
- 2005-ben 252 lakosából 210 (85%) református vallású magyar.

## Nevezetességei
- Református temploma a 15. században épült, 1667-ben és 1762-ben felújították. Tornyát 1858-ban építették hozzá, majd 1910-ben átalakították. 1985-ben renoválták utoljára. A templom alatti sírboltban a Pálóczy család tagjai nyugszanak.